# Gerhard Caesar
Gerhard Caesar (* 29. September 1792 in Bremen; † 14. November 1874 in Bremen) war ein deutscher Advokat und Archivar, Senator der Freien Hansestadt Bremen sowie Präsident des Bremer Richterkollegiums.

## Leben
Caesar war der Sohn des Weinhändlers und Senators Siegmundt Tobias Caesar (1763–1838) in Bremen. Er studierte ab 1812 Rechtswissenschaften an der Universität Göttingen und wurde dort Mitglied des Corps Hannovera. An den Befreiungskriegen nahm er ab 1813 als Leutnant des Bremischen Kontingents der Hanseatischen Legion teil. Nach dem Krieg setzte er seine Studien in Göttingen fort und wurde dort 1816 zum Dr. jur. promoviert. Danach führte ihn seine Grand Tour über zwei Jahre nach Italien und durch die Schweiz, Frankreich sowie die Niederlande. 1818 ließ er sich als Advokat in Bremen nieder. 1825 wurde er zum Archivar bestellt. Als Leiter des Staatsarchivs Bremen gelang ihm die Wiederentdeckung des verloren geglaubten Archivs des Erzbistums Bremen in Stade. Im Dezember 1832 wurde er in den Senat der Stadt gewählt und gehörte als Senator unter anderem auch dem Obergericht an. Als er bei Einführung der Gewaltenteilung durch die Revolution 1848 bei Inkrafttreten der neuen Bremer Verfassung 1849 in das neu gebildete Richterkollegium eintreten konnte, schied er aus dem Senat aus und wurde Berufsrichter. Von Oktober 1850 bis zu seinem Ruhestand im Oktober 1864 war Caesar Präsident des Richterkollegiums, das als Vorläufer des heutigen Landgerichts Bremen angesehen werden kann.

## Caesarsches Haus
Das später nach Gerhard Caesar benannte Haus am Domshof Nr. 21 wurde von dem Eltermann und Weinhändler Conrad Wilhelmi (1730–1803) erbaut, der das Grundstück 1768 erworben hatte. Das dreigeschossige Wohnhaus im Zopfstil besaß ein schönes Treppenhaus und stuckierte Wohnräume. Caesar erwarb das Haus 1836 von einem Kaufmann und Bankier, dem das Haus seit 1805 gehörte. 1900 ging das Gebäude nach mehrfach wechselnden Besitzern an den Bremer Staat, die bis dahin erhalten gebliebenen Wohnräume wurden verändert. 1944/45 wurde das seit 1917 in der Denkmalliste stehende Haus durch Bomben beschädigt und 1956 nach mehrjähriger Kontroverse abgerissen. Der hintere Giebel wurde in den Wiederaufbau des Essighauses übertragen, Teile der Landschaftstapete und Abformungen der Rokokostuckierung gingen an das Focke-Museum.

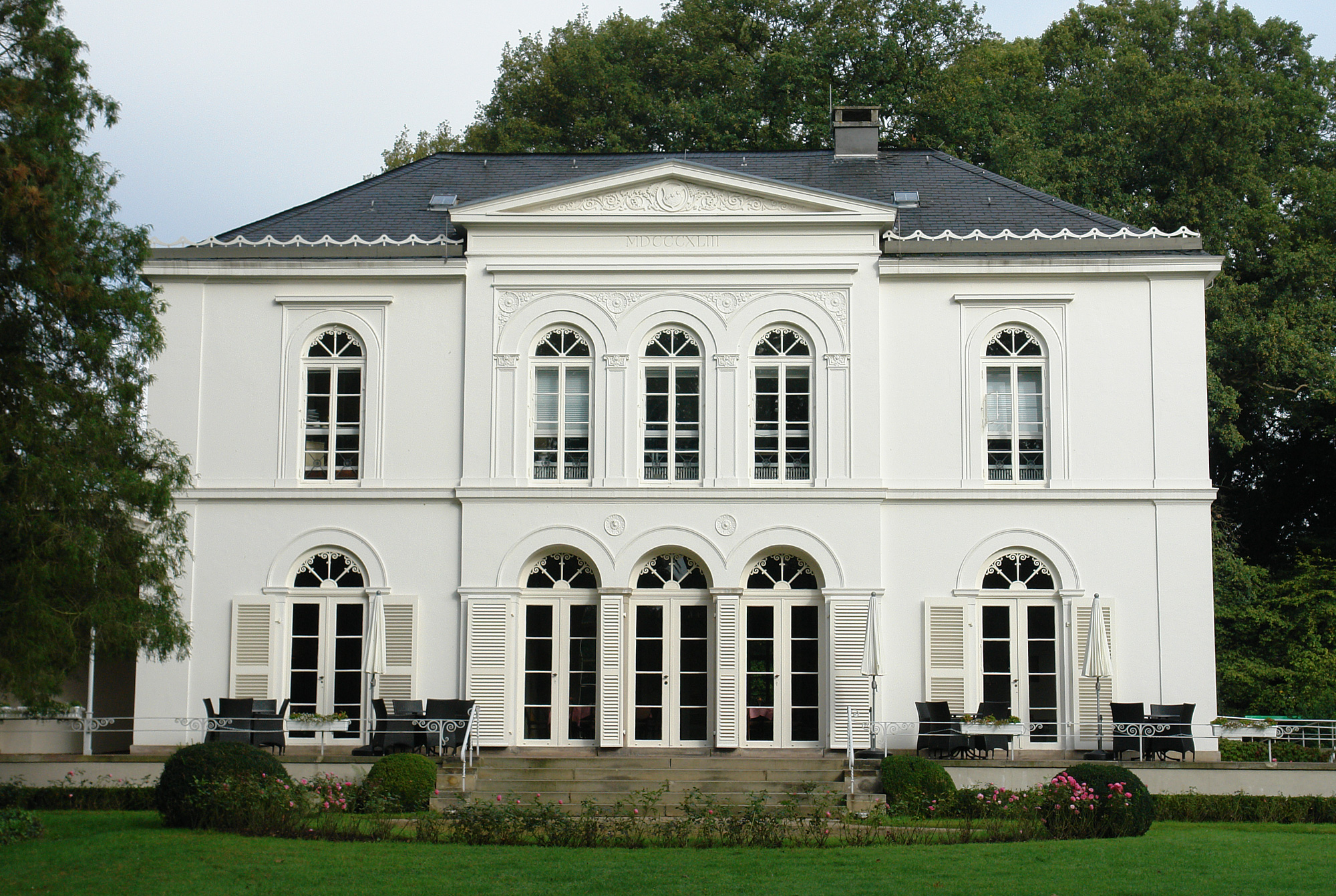
Landhaus Caesar-Ichon

In Oberneuland besaß Caesar den heutigen Ichons Park dessen Gutshaus er 1843 durch den Zimmermann und Architekten Anton Theodor Eggers neu errichten ließ. Das Gebäude in der Oberneulander Landstraße 70 ist heute Teil einer Seniorenwohnanlage.